# Хрватска на Светском првенству у атлетици на отвореном 2019.
Хрватска је на 17. Светском првенству у атлетици на отвореном 2019. одржаном у Дохи од 27. септембра до 6. октобра учествовала четрнаести пут, као самостална држава. Репрезентацију Хрватске представљало је 9 такмичара (1 мушкарац и 8 жена) који су се такмичили у 6 дисциплина (1 мушке и 5 женске).,.
На овом првенству представници Хрватске су освојили две медаље (1 златна и 1 бронза). Овим успехом Хрватска атлетска репрезентација је делила 31 место у укупном пласману освајача медаља. У табели успешности према броју и пласману такмичара који су учествовали у финалним такмичењима (првих 8 такмичара) Хрватска је са 3 учесника у финалу делила 36. место са 10 бодова.
| Плас. | Земља    | 1. место | 2. место | 3. место | 4. место | 5. место | 6. место | 7. место | 8. место | Бр. финал. | Бод. |
| ----- | -------- | -------- | -------- | -------- | -------- | -------- | -------- | -------- | -------- | ---------- | ---- |
| =36   | Хрватска | 0        | 0        | 1        | 0        | 0        | 0        | 2        | 0        | 3          | 10   |

## Учесници
| Мушкарци: - Филип Михаљевић — Бацање кугле | Жене: - Бојана Бјељац — Маратон - Матеа Парлов Коштро — Маратон - Николина Степан — Маратон - Ивана Ренић — 50 км ходање - Ана Шимић — Скок увис - Сандра Перковић — Бацање диска - Марија Тољ — Бацање диска - Сара Колак — Бацање копља |

## Освајачи медаља (1)

### бронза (1)
1. Сандра Перковић — Бацање диска

## Резултати

### Мушкарци
| Атлетичар       | Дисциплина   | Лични рекорд | Квалификације | Квалификације | Финале   | Финале       | Детаљи |
| Атлетичар       | Дисциплина   | Лични рекорд | Резултат      | Место         | Резултат | Место        | Детаљи |
| --------------- | ------------ | ------------ | ------------- | ------------- | -------- | ------------ | ------ |
| Филип Михаљевић | Бацање кугле | 21,84        | 21,00 КВ      | 3. у гр. Б    | 20,48    | 11 / 34 (35) |        |

### Жене
| Атлетичарка         | Дисциплина   | Лични рекорд | Квалификације      | Квалификације      | Полуфинале            | Полуфинале            | Финале             | Финале             | Детаљи |
| Атлетичарка         | Дисциплина   | Лични рекорд | Резултат           | Место              | Резултат              | Место                 | Резултат           | Место              | Детаљи |
| ------------------- | ------------ | ------------ | ------------------ | ------------------ | --------------------- | --------------------- | ------------------ | ------------------ | ------ |
| Бојана Бјељац       | Маратон      | 2:40:51      |                    |                    |                       |                       | Нису завршиле трку | Нису завршиле трку |        |
| Матеа Парлов Коштро | Маратон      | 2:42:28      |                    |                    |                       |                       | Нису завршиле трку | Нису завршиле трку |        |
| Николина Шустић     | Маратон      | 2:43:58      | Није стартовала    | Није стартовала    |                       |                       |                    |                    |        |
| Ивана Ренић         | 50 км ходање | 4:20:17 НР   | Није завршила трку | Није завршила трку |                       |                       |                    |                    |        |
| Ана Шимић           | Скок увис    | 1,99         | 1,92 кв            | 8. у гр. А         |                       |                       | 1,93               | 7 / 30             |        |
| Сандра Перковић     | Бацање диска | 71,41 НР     | 65,20 КВ           | 2. у гр. Б         | 66,72                 |                       |                    |                    |        |
| Марија Тољ          | Бацање диска | 62,76        | Без пласмана       | Без пласмана       | Није се квалификовала | Није се квалификовала |                    |                    |        |
| Сара Колак          | Бацање копља | 68,43 НР     | 60,99 кв           | 6. у гр. А         | 62,28                 | 7 / 31                |                    |                    |        |